# أندرو مورتون (كاتب)
أندرو ديفيد مورتون (بالإنجليزية: Andrew Morton)‏ ولد عام 1953 في ديوسبري وهو صحفي وكاتب إنجليزي ويعتبر الكاتب الذي نشر السير الذاتية للشخصيات الحاكمة مثل ديانا أميرة ويلز، والمشاهير بما في ذلك توم كروز، أنجلينا جولي ومونيكا لوينسكي.

## روابط خارجية
- أندرو مورتون على موقع IMDb (الإنجليزية)